# Boleslau l'Alt

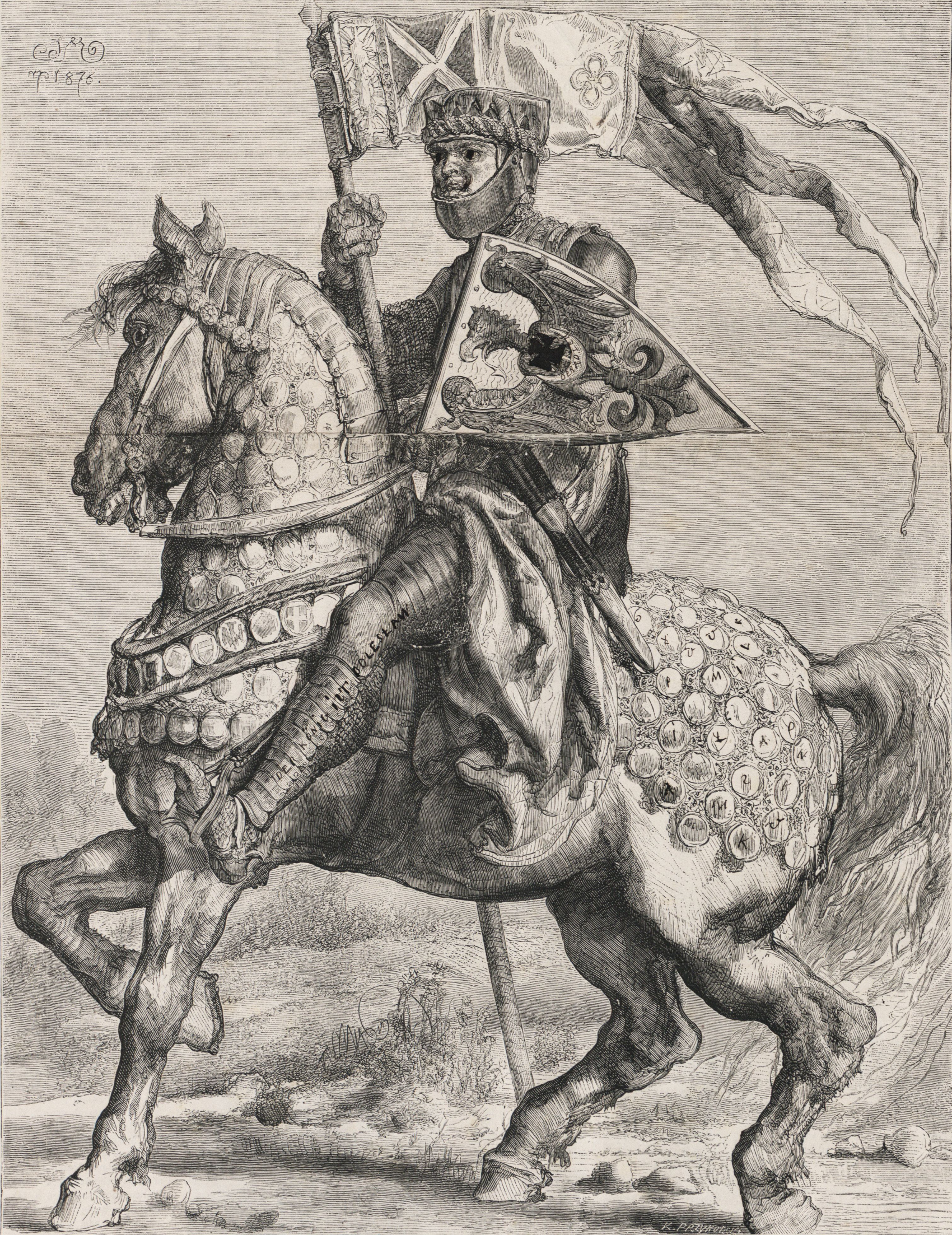
Boleslau l'Alt en un dibuix de Jan Matejko

Boleslau l'Alt – polonès: Bolesław Wysoki – (1127 - Leśnica, 7/8 de desembre de 1201) fou Duc de Breslau—com a Boleslau I— del 1163 fins a la seva mort el 1201. Estigué exiliat un temps del seu país i fou un pretendent al tron de Polònia. En la historiografia polonesa i alemanya hi ha controvèrsia sobre les relacions entre Silèsia i el Sacre Imperi a principis de l'edat mitjana. Segons alguns historiadors alemanys la data de 1163, quan es permeté que Boleslau i els seus germans tornessin a Silèsia, es considera el moment en què Silèsia se separà de Polònia i esdevenia part del Sacre Imperi. D'altra banda, els historiadors polonesos reclamen que els fills de l'Exiliat a qui se'ls permeté retornar al Duc Alt de Polònia Boleslau IV l'Arrissat foren únicament els típics ducs Piast que governaren al dividit Regne de Polònia.

## Família
Fou el fill gran de Ladislau l'Exiliat amb la seva muller Agnès de Babenberg, filla del marcgravi Leopold III d'Àustria i germanastra del Rei d'Alemanya Conrad III.
El 1142 Boleslau es casà amb la seva primera muller Zvenislava (morta vers el 1155), filla de Vsèvolod II de Kíev amb qui tingué dos fills:
1. Iaroslau d'Opole (~ 1143 – 22 de març de 1201)
2. Olga (~ 1155 – 27 de juny de 1175/1180)

Cap al 1157 Boleslau es casà amb la seva segona muller Cristina (?- 21 de febrer de 1204/1208) una alemanya; segons l'historiador Kazimierz Jasiński, probablement fou membre de la casa comtal d'Everstein, Homburg o Pappenheim. Van tenir set fills:
1. Boleslaw (1157/63 – 18 de juliol del 1175/1181)
2. Adelaida Zbyslava (després del 1165 – 29 de març després del 1213), casada el 1177/82 amb Děpolt II, un príncep premíslida.
3. Konrad (1158/68 – 5 de juliol del 1175/1190)
4. Jan (1161/69 – després del 10 de març del 1174)
5. Berta (~ 1167 – 7 de maig després del 1200?)
6. Enric I el Barbut (1165/70 – Krosno Odrzanske, 19 de març del 1238)
7. Ladislau (després del 1180 – 4 de juny després del 1199)

## Joventut
Boleslau passà la seva infantesa a la cort del seu avi i homònim, Bolesław III, a Płock. No va ser fins al 1138, després de la mort de Boleslau III, que es traslladà amb els seus pares a Cracòvia, el qual esdevenia la capital del Ducat de Cracòvia, governat pel seu pare com Alt Duc i senyor de Polònia.
El regnat de Ladislau II fou curt i extremadament tempestuós. Els conflictes van començar quan l'Alt Duc intentà expulsar els seus germanastres, els Ducs Joves, dels seus districtes. Segons el cronista Wincenty Kadłubek, la confrontació entre els germans fou principalment instigada per la muller de Ladislau II, Agnès de Babenberg, qui va creure que el seu marit, com a fill gran, era l'únic governant legítim de tot el país. D'altra banda, Salomé de Berg-Schelklingen, vídua de Boleslau III i madrastra de Ladislau, qui havia intentat formar aliances amb governants estrangers i aprofità qualsevol oportunitat per tal d'assegurar el regnat dels seus fills, temia que els Ducs Joves havien estat relegats de les seves posicions per a obrir camí als fills de Ladislau, el jove Boleslau i el seu germà Miecislau.
El conflicte aflorà el 1141 quan Salomé de Berg, sense el coneixement de l'Alt Duc, va decidir deixar als seus fills la terra de Łęczyca i intentà donar la seva filla petita Agnès en matrimoni amb un dels fills de Vsèvolod II de Kíev. Tanmateix Ladislau fou més ràpid i va donar al Gran Príncep diverses prebendes polítiques addicionals, de resultes el matrimoni de Boleslau amb la filla del Gran Príncep Vsevolod, Zvenislava es produí el 1142.

## Viatge a Rutènia
L'aliança entre Polònia i Rutènia aviat provà ser extremadament important en la lluita entre Ladislau II i els Ducs Joves. L'esclat final del conflicte ocorregué després de la mort de Salomé de Berg el 1144. Sembla que la victòria sobre l'Alt Duc - gràcies al seu predomini militar - era només una qüestió de temps. Ladislau II n'estava tant segur que va enviar Boleslau en ajut al Gran Príncep Vsevolod II durant una revolta en contra seu.
Tanmateix, l'expedició de Boleslau a Kíev acabà en desastre total quan el Gran Príncep va morir de malaltia. Això va crear una confusió general a Kíev. En l'any crític de 1146 hagué de tornar precipitadament de Polònia per tal d'ajudar el seu pare. Les poques tropes que Boleslau reclutà no foren prou per a aturar la rebel·lió general contra Ladislau II, qui fou completament derrotat pels Ducs Joves. L'Alt Duc deposat i la seva família fugiren primerament a la cort del Duc Vladislau II a Praga.

## Infructuós intent de restauració
Després d'una temporada a Bohèmia, Ladislau II i la seva família es traslladaren a Alemanya, on el rei Conrad (germanastre d'Agnès) els oferí la seva hospitalitat i ajuda en el restabliment de l'Alt Duc. Inicialment semblà que l'exili només seria per uns quants mesos, gràcies a les connexions familiars de la duquessa Agnès; tanmateix, l'expedició apressada i insuficientment preparada fracassà en creuar l'Oder, i finalment fracassà degut a la forta oposició dels antics súbdits de Ladislau i els problemes de Conrad III a Alemanya causat pels seus dilatats viatges. El Rei va donar a Ladislau II i a la seva família la ciutat d'Altenburg a Saxònia. Pensada com una residència provisional s'hi passaren la resta de les seves vides.

## Cavaller a la cort de Conrad III i Frederic Barba-roja
Cansat d'una vida tediosa a Altenburg, Boleslau viatjà a la cort del seu protector, el Rei Conrad III. Amb ell el jove príncep polonès va participar extensament en els afers polítics alemanys. El 1148 s'uní a la Segona Croada amb Conrad III, durant la que va visitar, entre altres llocs, Constantinoble i Terra Santa.
Conrad III va morir el 1152 sense garantir el retorn de Ladislau II a Polònia. El seu successor fou el seu nebot Frederic Barba-roja, al servei del qual Boleslau es va unir gairebé immediatament. La primera acció del nou governant alemany, tanmateix, no fou ajudar a Ladislau II, en comptes d'això marxà a Roma per tal de ser coronat Emperador del Sacre Imperi. Boleslau l'acompanyà.

## Expedició de Frederic Barba-roja a Polònia
No va ser fins al 1157 que l'Emperador finalment organitzà una expedició contra Polònia. Es desconeix si Ladislau II de Polònia i els seus fills participaren directament en l'expedició. Tanmateix, malgrat la victòria militar i la humiliant submissió de Boleslau IV de Polònia a Frederic Barba-roja, Ladislau II quedà decebut quan l'Emperador decidí mantenir el regnat de Boleslau IV i els Ducs Joves a Polònia. Dos anys més tard, el 30 de maig de 1159, Ladislau morí al seu exili en Altenburg.

## Restauració de l'herència silèsia

L'àguila negra dels Piast de Silèsia

Malgrat la seva insatisfacció pel tracte de l'Emperador envers la seva família, Boleslau restà al costat de l'Emperador, participant en les seves moltes guerres. Entre 1158 i 1162 va participar en l'expedició de Barba-roja a Itàlia, on va guanyar fama després de matar un conegut cavaller italià durant un duel a les muralles de Milà.
El servei fidel de Boleslau a l'Emperador finalment fou premiat el 1163, quan Barba-roja - aquest cop emprant la diplomàcia: signà un acord a Nuremberg, Alemanya - finalment reeixí restaurant als descendents de Ladislau II la seva herència sobre Silèsia. Boleslau IV acordà acceptar el retorn dels prínceps exiliats perquè, després de la mort de Ladislau II, els seus fills, sense qualsevol suport a Polònia que directament podria afectar la seva autoritat, només podrien comptar amb el suport Imperial i d'aquesta manera, no representaven cap perill real, l'Alt Duc podria mantenir a Barba-roja allunyat de Polònia.
Tanmateix Boleslau IV decidí mantenir la seguretat de les seves terres i retenir el control de les principals ciutats silèsies (Breslau, Opole, Racibórz, Głogów i Legnica).
Després que gairebé setze anys d'exili, Boleslau retornà a Silèsia amb la seva segona muller, Cristina (Zvenislava havia mort al voltant del 1155); els seus fill grans, Iarosław i Olga; i el seu germà petit Miecislau el Camatort. El germà petit, Konrad, es quedà a Alemanya.
Boleslau i Miecislau inicialment governaren conjuntament i dos anys més tard (1165) ambdós recuperaren les principals ciutats silèsies entregades temps enrere a l'Alt Duc i obtingueren un ple control sobre tota la Silèsia. Tanmateix Boleslau, el germà gran, retingué l'autoritat global. Tres anys després de controlar Silèsia, Boleslau se sentí fort prou per a dirigir una expedició de càstig contra l'Alt Duc Boleslau IV, per tal de recuperar supremacia davant Polònia.

## Rebel·lió de Miecislau el Camatort

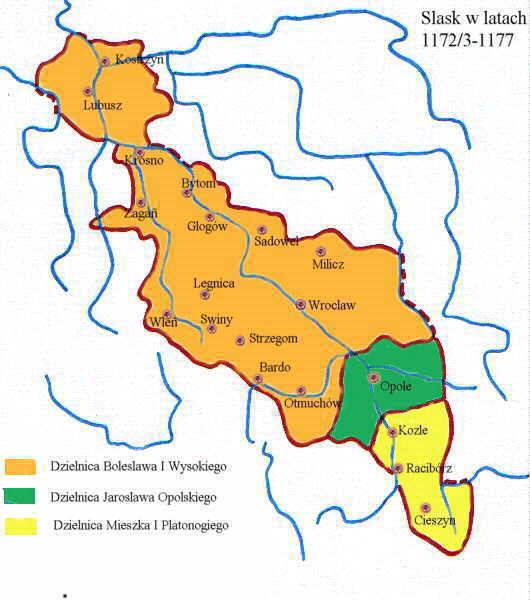
Inici de la fragmentació del Ducat de Silèsia. Període 1172/3-1177
Bolesław l'Alt
Iarosław Opolski
Miecislau el Camatort

L'exercici del poder global de Boleslau a costa del seu germà petit provocà la revolta de Miecislau el Camatort el 1172. En un aldarull important al si de la família ducal silèsia, Miecislau va donar suport a Iarosław, fill gran de Boleslau, qui estava ressentit contra el seu pare perquè se l'havia forçat a fer-se sacerdot per les intrigues de la seva madrastra Cristina, que desitjava que els seus fills fossin els únics hereus únics. La rebel·lió sorprengué completament a Boleslau, que fou obligat a fugir a Erfurt, Alemanya. Aquell cop Frederic Barba-roja decidí donar suport a Boleslau amb una intervenció armada forta per restaurar-lo al capdavant seu ducat. Finalment l'Alt Duc envià a Miecislau el Vell per tal calmar la fúria de l'Emperador i mantenir-la lluny dels afers polonesos. Miecislau donà a Barba-roja 8.000 peces de plata i prometé la restitució de Boleslau, qui finalment retornà a casa a principis del 1173. Malgrat la seva reconciliació amb el seu germà i el seu fill fou obligat a dividir la Silèsia i crear els ducats de Racibórz (concedit a Miecislau) i Opole (a Iarosław).

## Rebel·lió contra Miecislau el Vell
Quatre anys més tard sembla que Boleslau estava a punt d'aconseguir l'objectiu principal de la seva vida, la recuperació del Ducat de Cracòvia, i amb aquest el títol d'Alt Duc. Va conspirar amb el seu oncle Casimir el Just i el seu cosí Otó (fill gran de Miecislau el Vell) per tal de privar del govern a Miecislau el Vell. El cop va obtenir el suport de Petita Polònia, dominada per Casimir i poc després la Gran Polònia dominada per Otó. Tanmateix, Boleslau va patir una derrota sobtada i sorprenent pel seu germà Miecislau i el seu fill propi Iaroslau; això va deixar el camí lliure a Casimir II per a ser proclamat Alt Duc; Boleslau fugí altre cop a Alemanya. Gràcies a la medicació de Casimir II, Boleslau retornà al seu ducat sense problemes importants el 1177; tanmateix va patir una important disminució de la seva autoritat quan fou obligat a donar Głogów al seu germà petit Konrad.

## Retir dels afers polítics
Després d'aquesta derrota Boleslau s'apartà de l'escena política polonesa i va concentrar els seus esforços en el regnat sobre el seu ducat. La mort del seu germà Konrad el 1190 sense descendència feu possible el retorn de Głogów als seus dominis.
Durant els darrers anys del seu regnat Boleslau es va dedicar a activitat econòmica i empresarial. l'arribada de colons, inicialment procedents d'àrees alemanyes pobres, accelerà substancialment el desenvolupament econòmic del ducat, política continuada pel seu fill Enric I el Barbut. Boleslau fundà l'abadia cistercenca de Abbatia Lubensis abadia a Lubiąż amb la col·laboració de monjos provinents de Pforta, sobre el Saale a Turíngia. Més tard l'abadia esdevenia el mausoleu de la família ducal silèsia.

## Butlla papal i mort
Per tal de salvaguardar les seves terres d'altres prínceps Piast, el 1198 Boleslau va obtenir una butlla protectora del Papa Innocenci III. Hi havia una reconciliació entre Boleslau i el seu fill gran, Iarosław, recentment elegit bisbe de Breslau. Això l'habilità, després de la mort de Iarosław el 22 de març de 1201, com a hereu d'Opole, que fou de nou unit a les seves terres.
Boleslau sobrevisqué al seu fill només nou mesos, morint el 7 o el 8 de desembre del 1201 al seu castell de Leśnica. Va ser enterrat al monestir cistercenc de Lubiąż que havia fundat.